# Abenberg
Abenberg település Németországban, azon belül Bajorországban. Lakosainak száma 5614 fő (2023. december 31.).

## Fekvése
Allersbergtől nyugatra fekvő település.

## Története

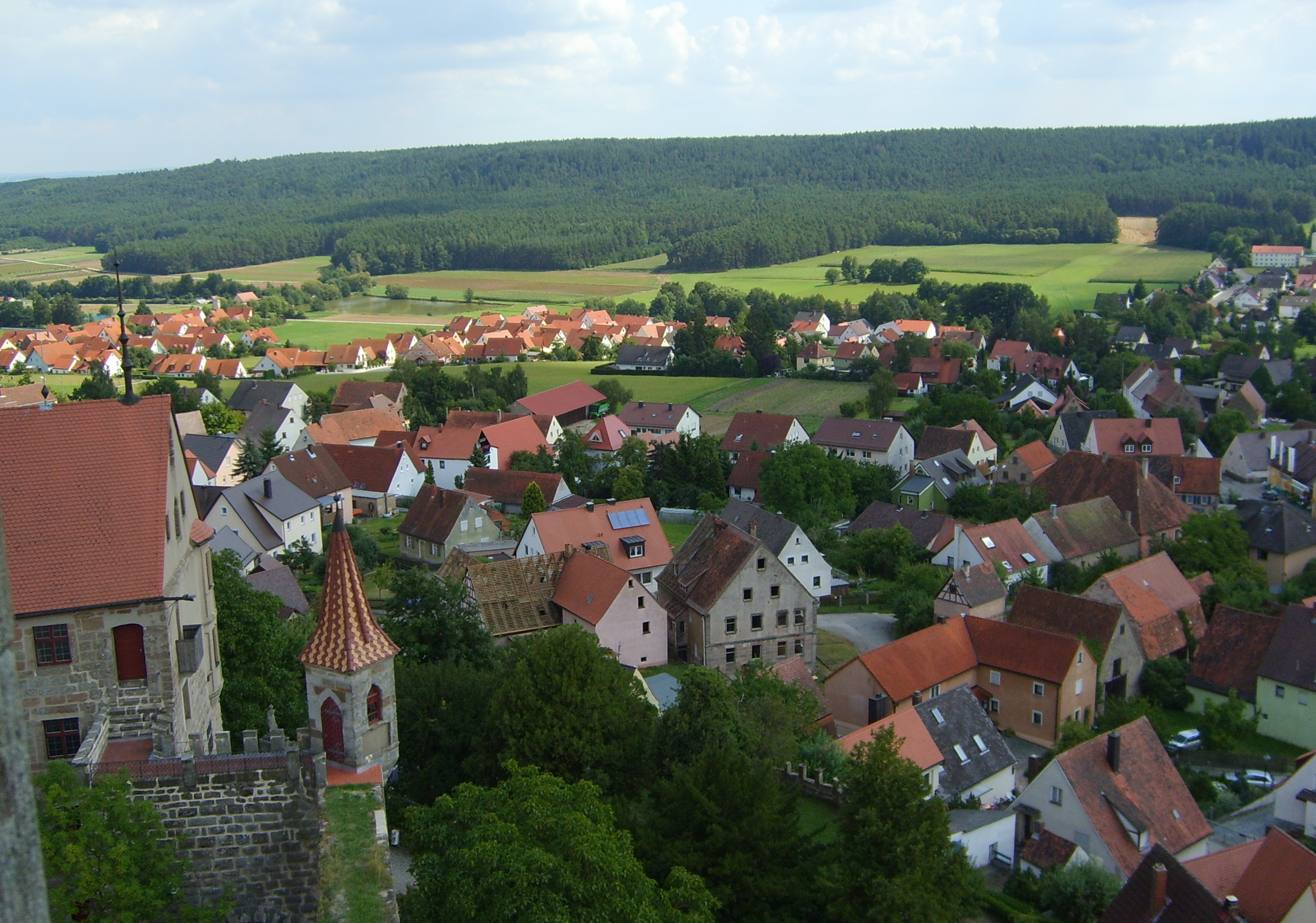

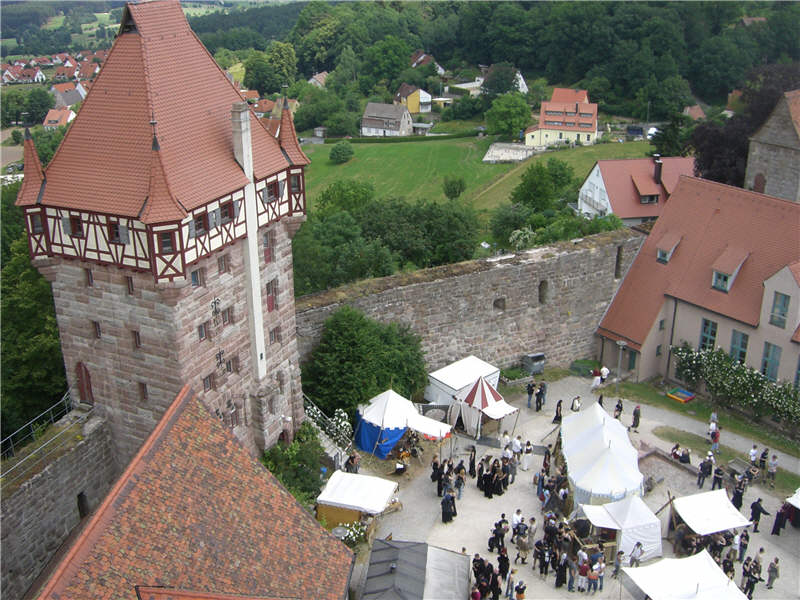

Abenberg fölött magasodik Frankföld egyik legrégibb vára.
A várat 1071-ben említette először oklevél. Urai a Rangau-grófok voltak. Leghíresebb vendégük Wolfram von Eschenbach volt, aki Parsifal című művében örökítette meg a várat és életét.
A vár mai alsó-és felsővár formáját 1220-1250 között kapta, amikor urai a nürnbergi Zollern - a későbbi Hohenzollern - család voltak. A vár karcsú, magas őrtornya (Wachtturm), fiatornyokkal ékes öregtornya (Bergfried) és a hosszan elnyúló lakóépület (Palas) messzire látszanak.

## Népesség
A település népessége az elmúlt időszakban az alábbi módon változott:
| Lakosok száma | 1443 | 2303 | 3460 | 4619 | 5454 | 5492 | 5554 | 5502 | 5499 | 5614 |
|               | 1875 | 1950 | 1975 | 1987 | 2012 | 2014 | 2016 | 2017 | 2021 | 2023 |

## Nevezetességek
- Csipkemúzeum
- Altstadt Abenberg erődítményrendszer
- Vár (Burg Abenberg)
- Kloster Marienburg
- Városháza
- Szent Jakab plébániatemplom
- Szent Péter kolostor

## Galéria

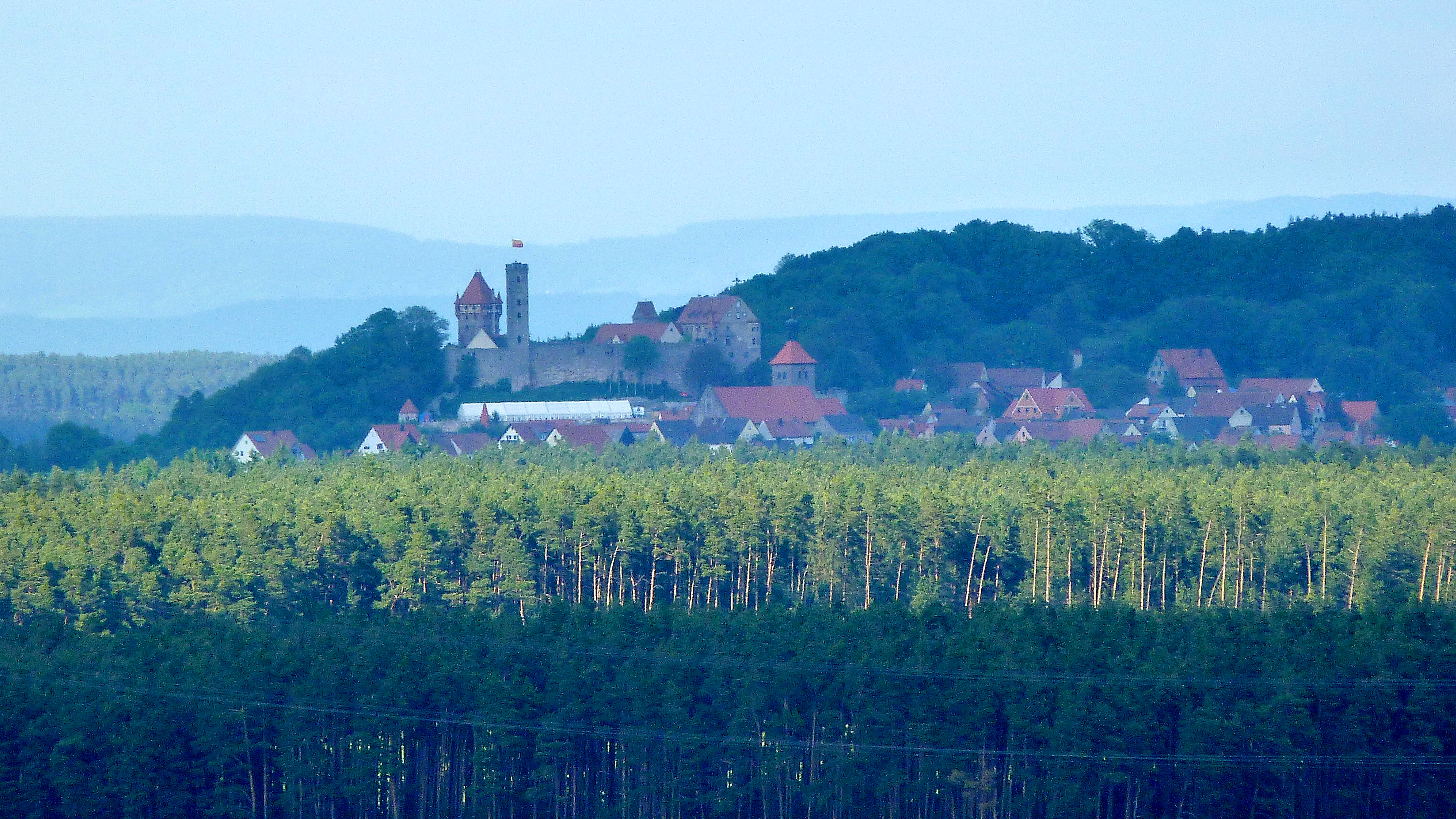
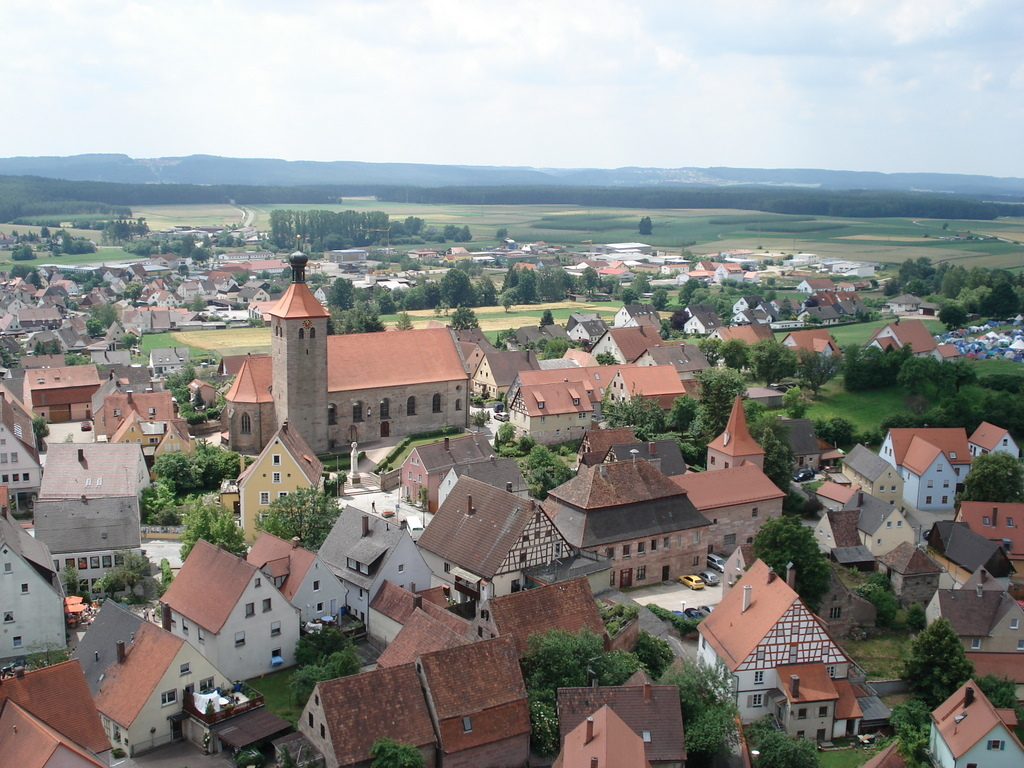
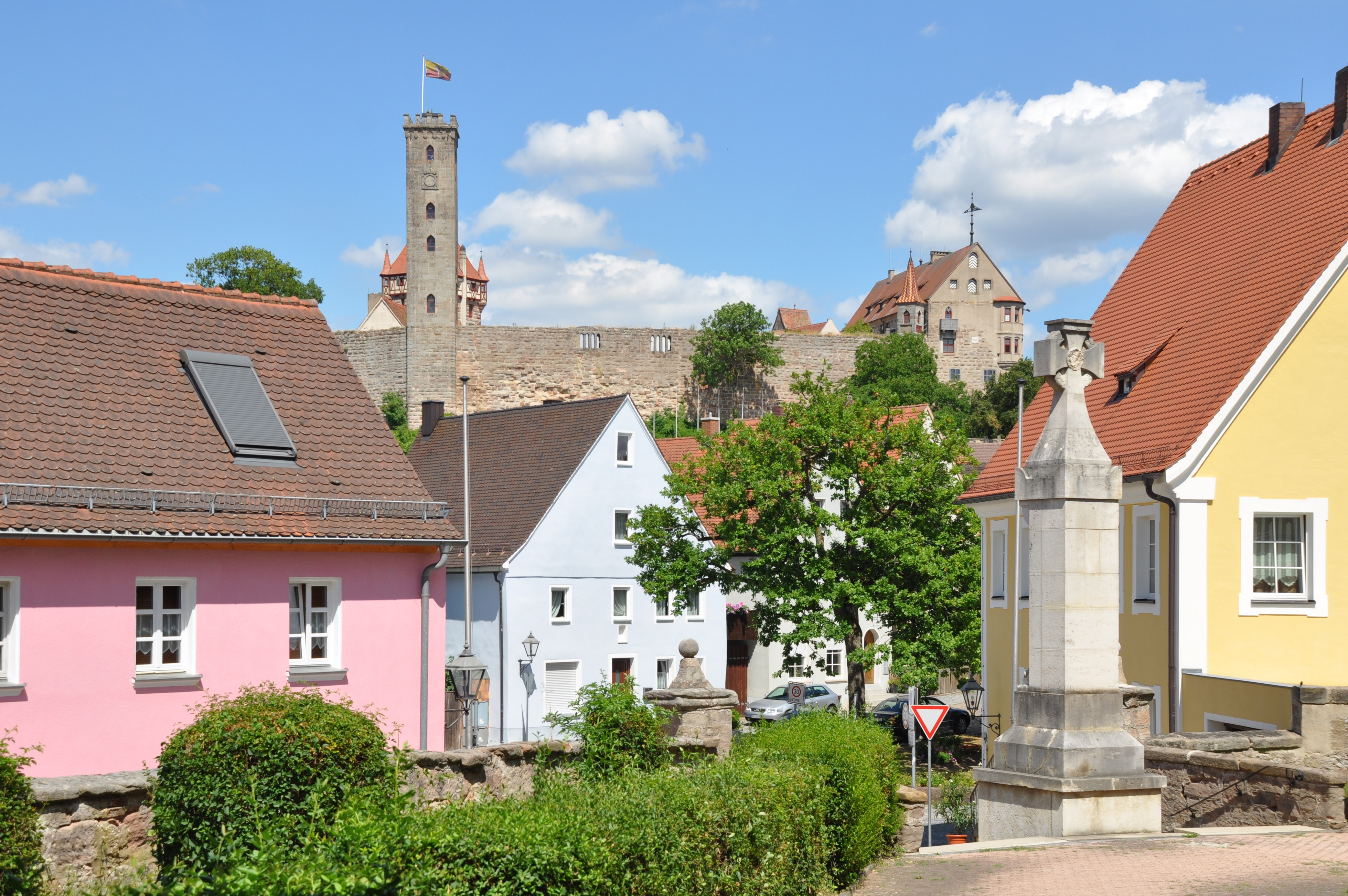
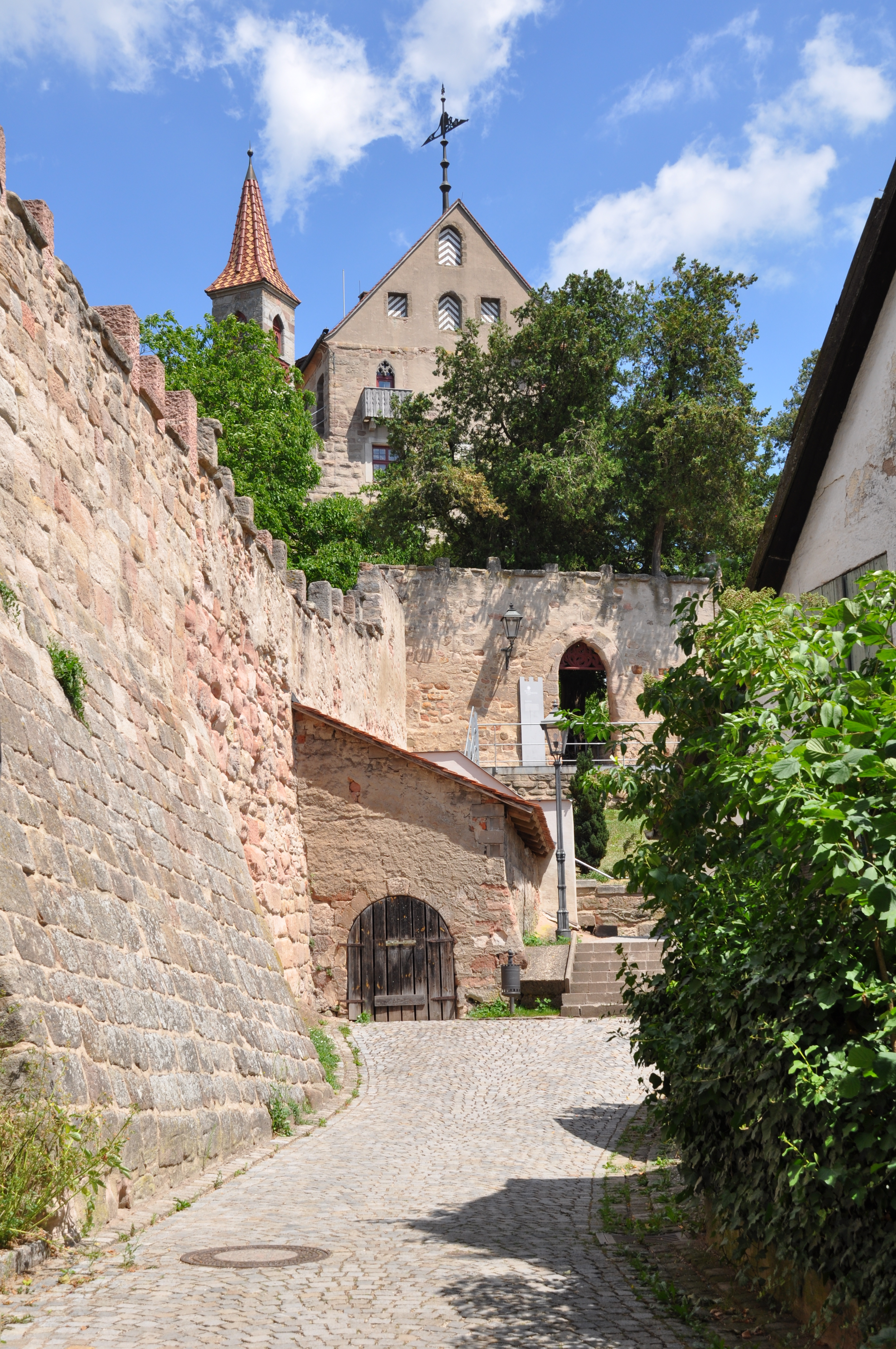
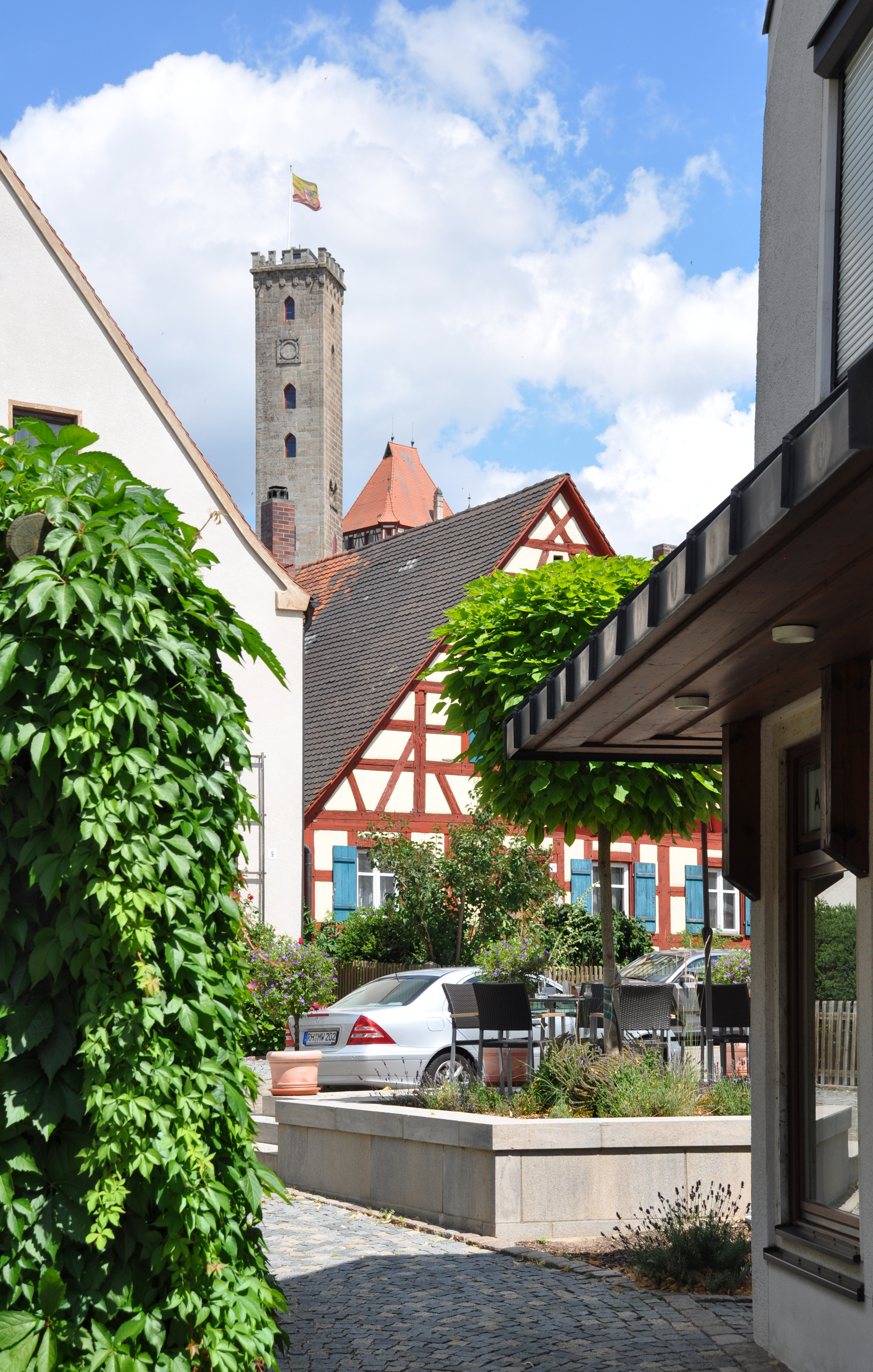
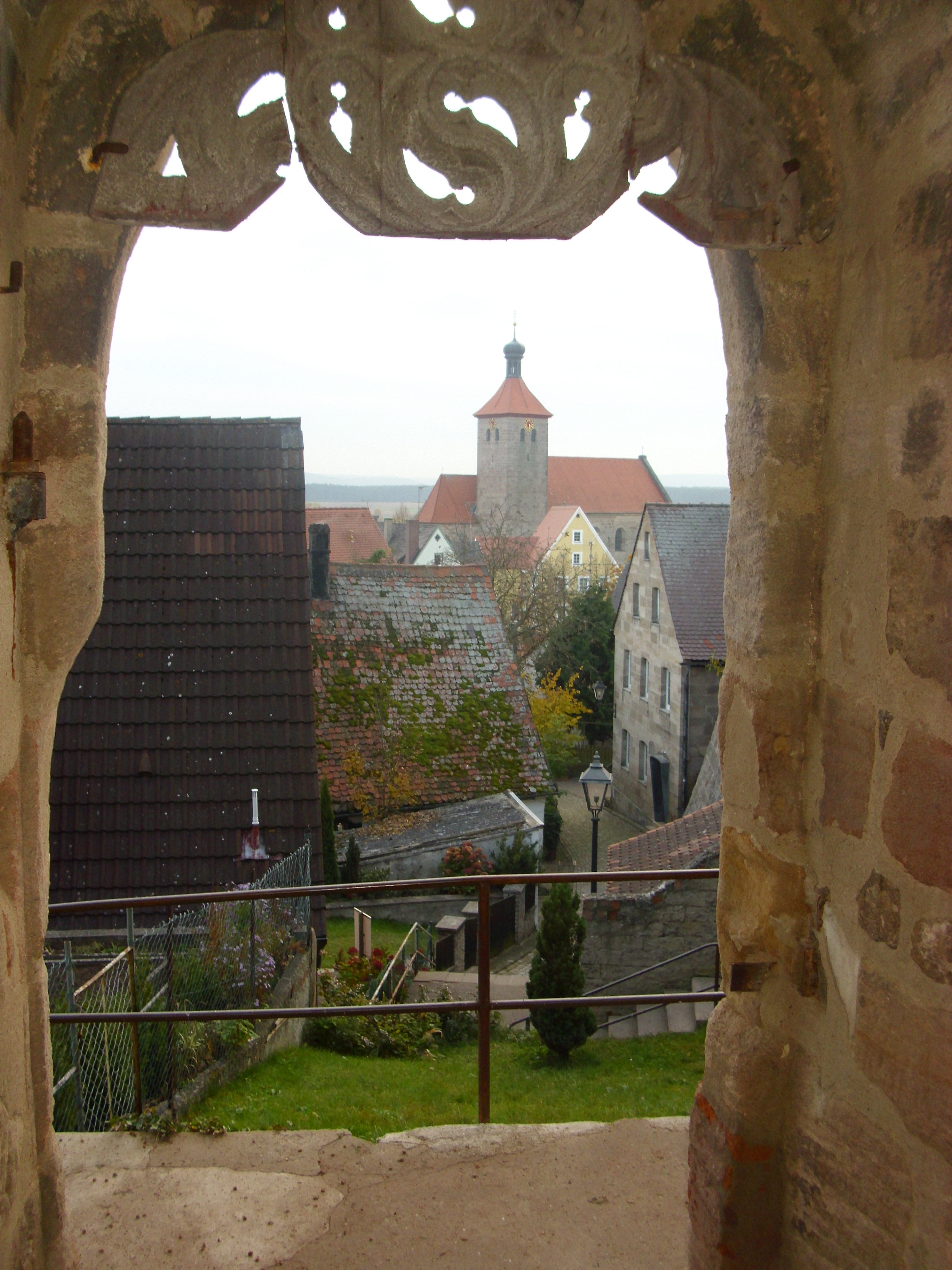
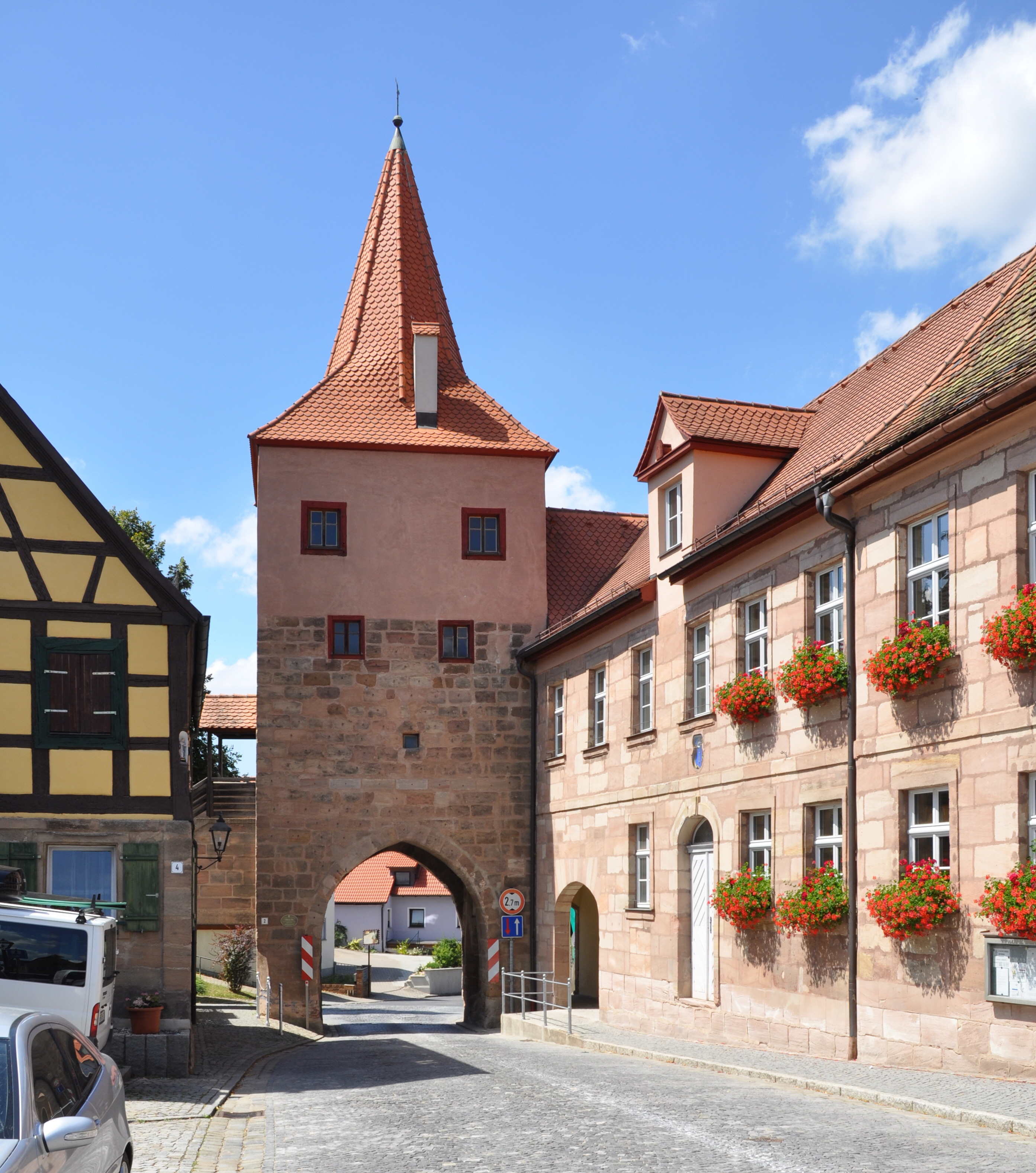
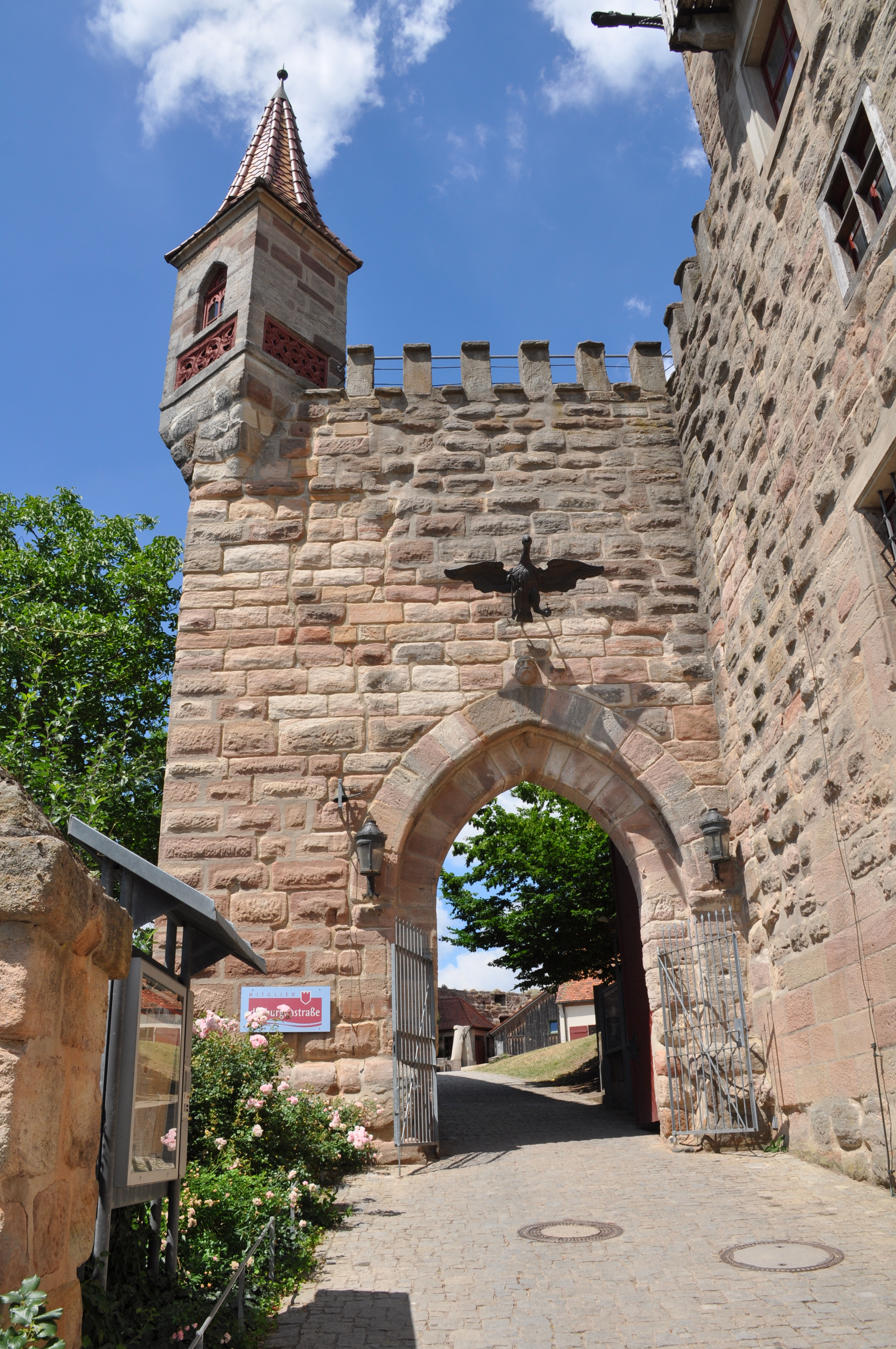
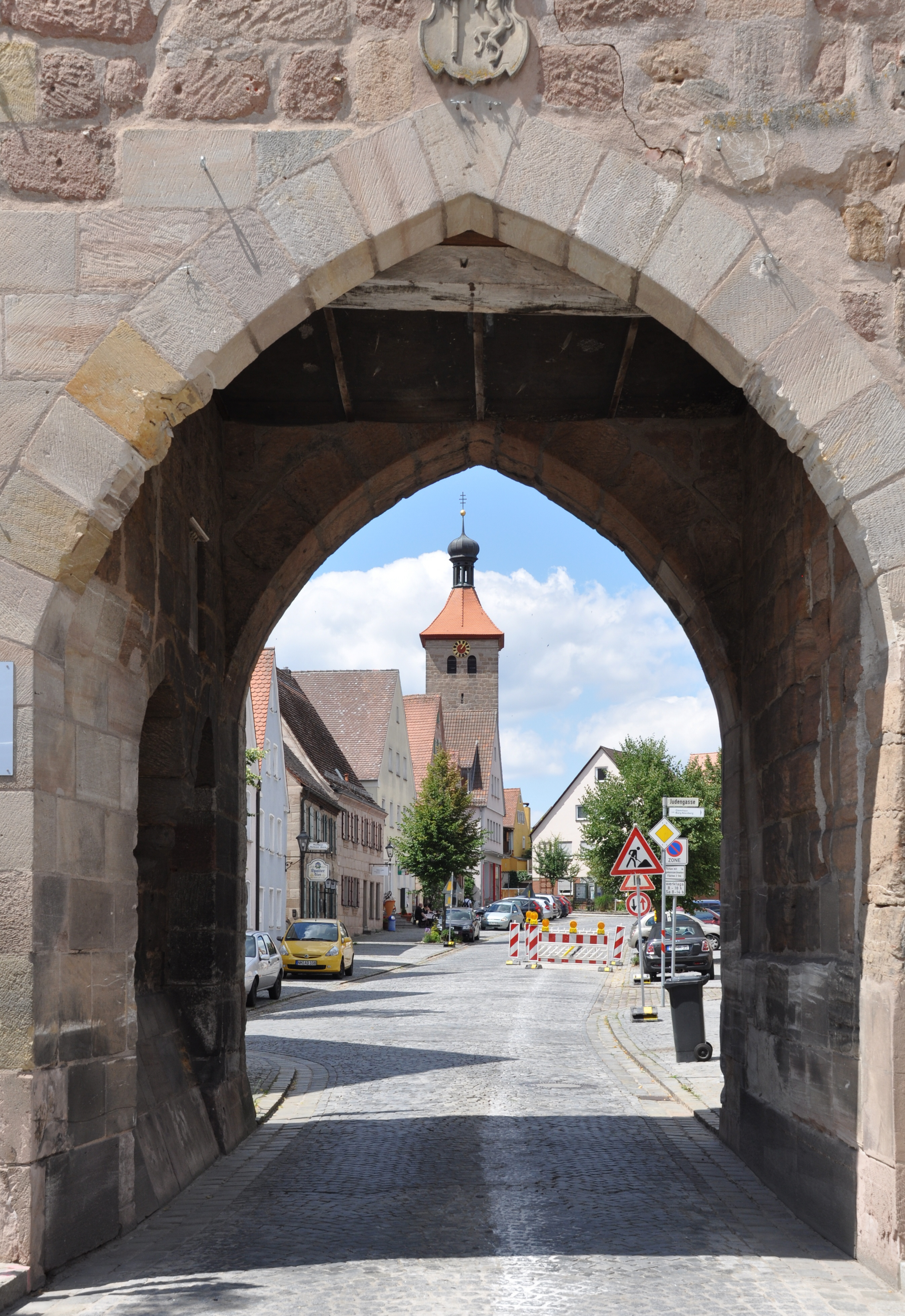
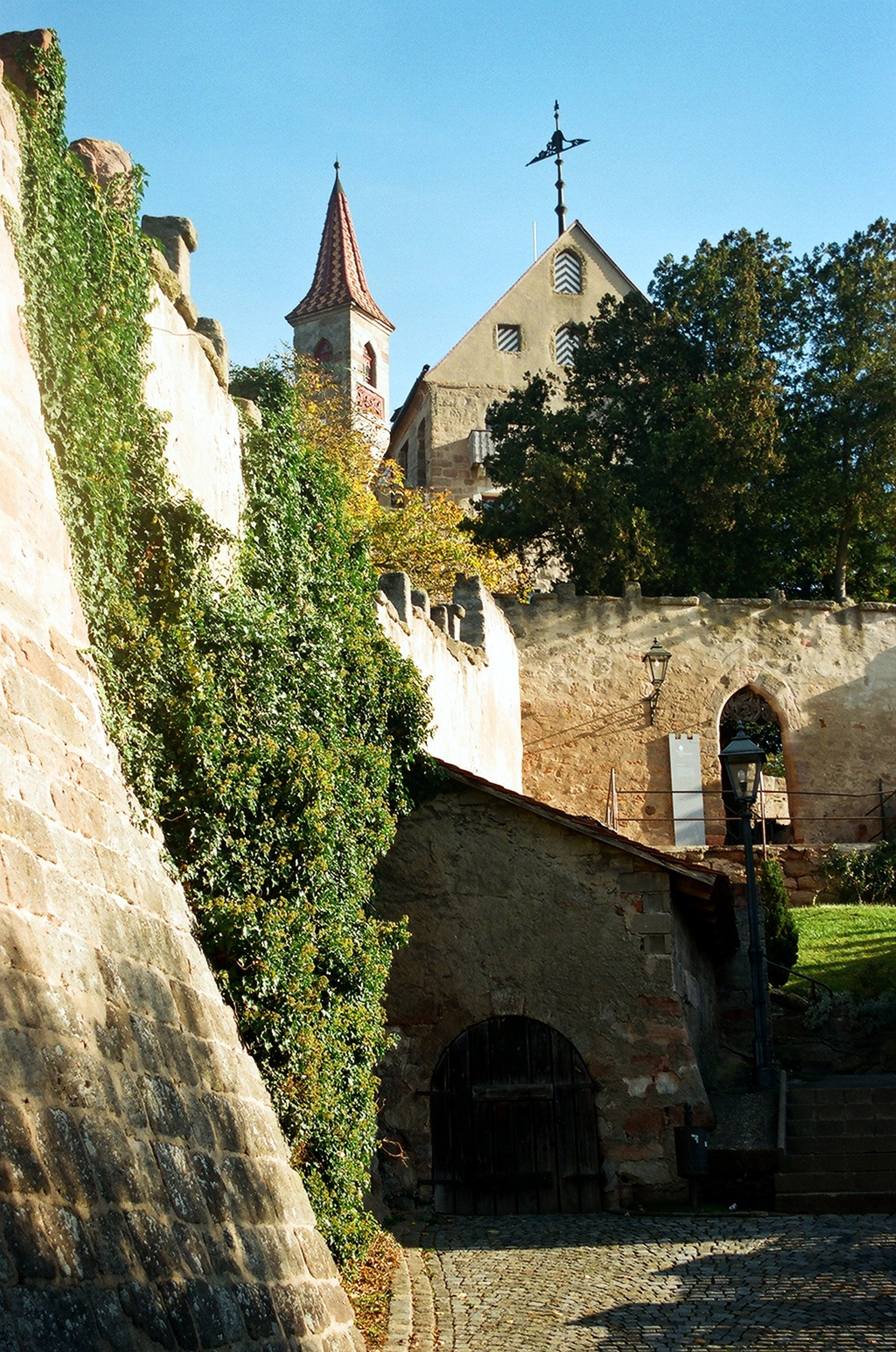
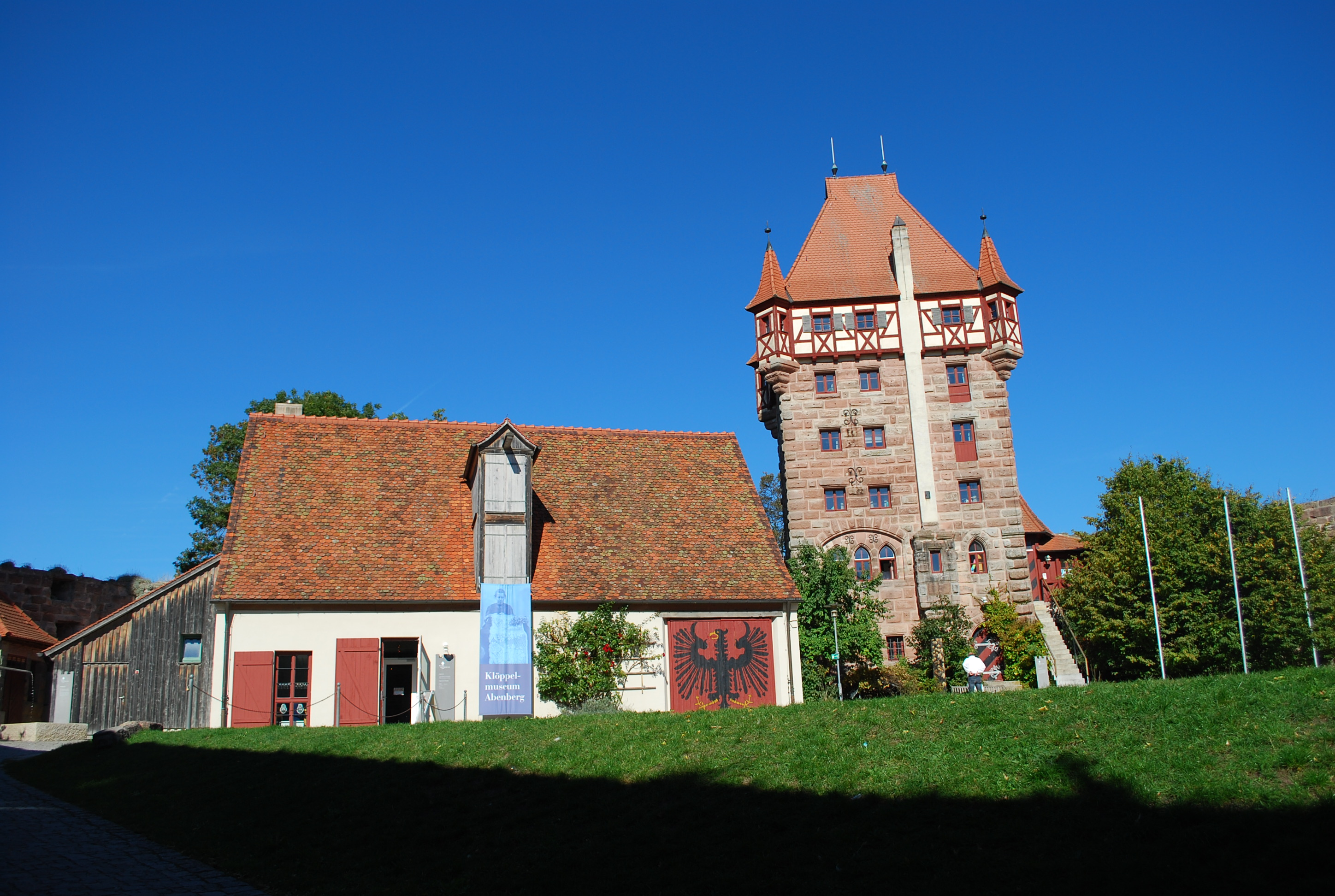
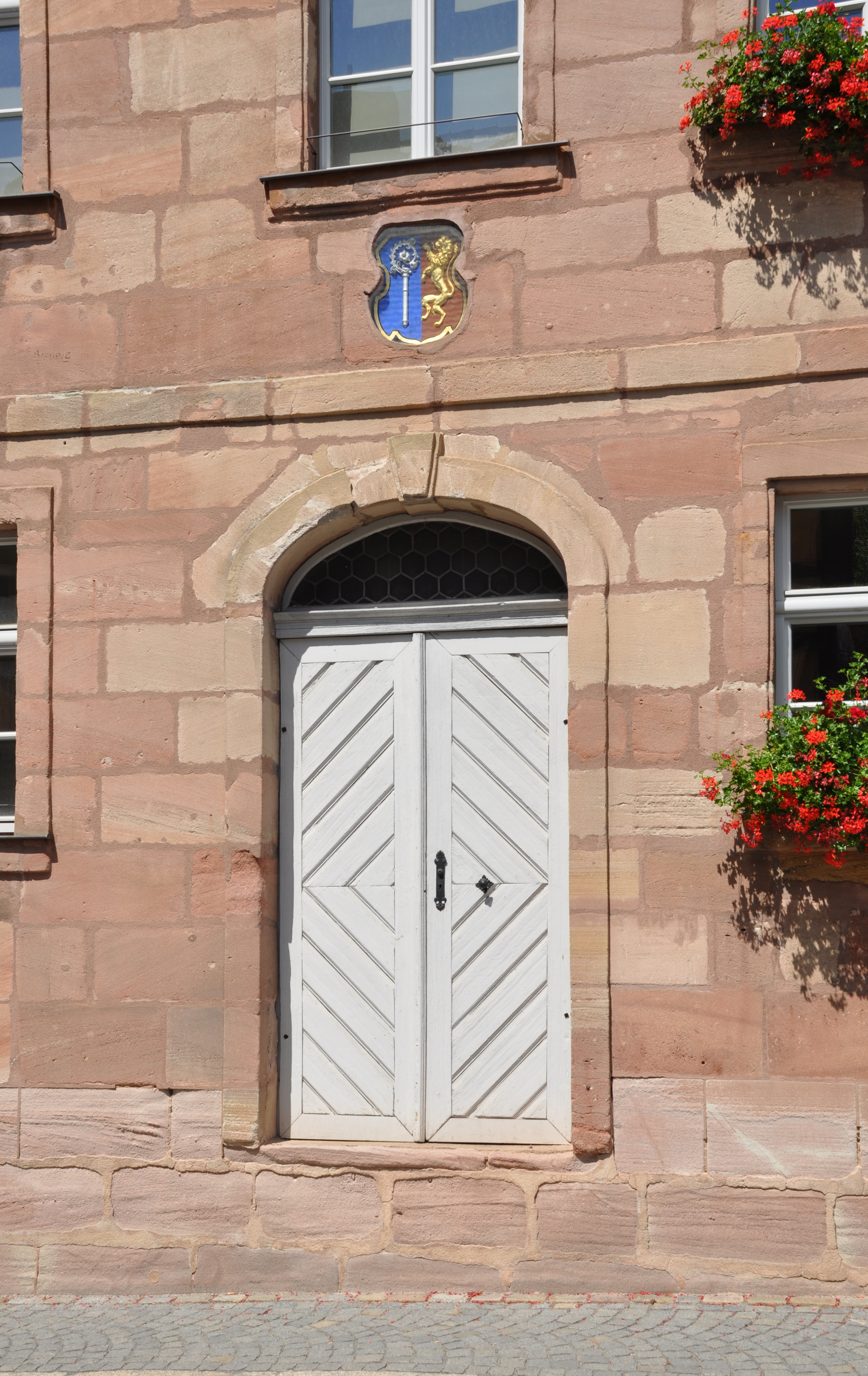
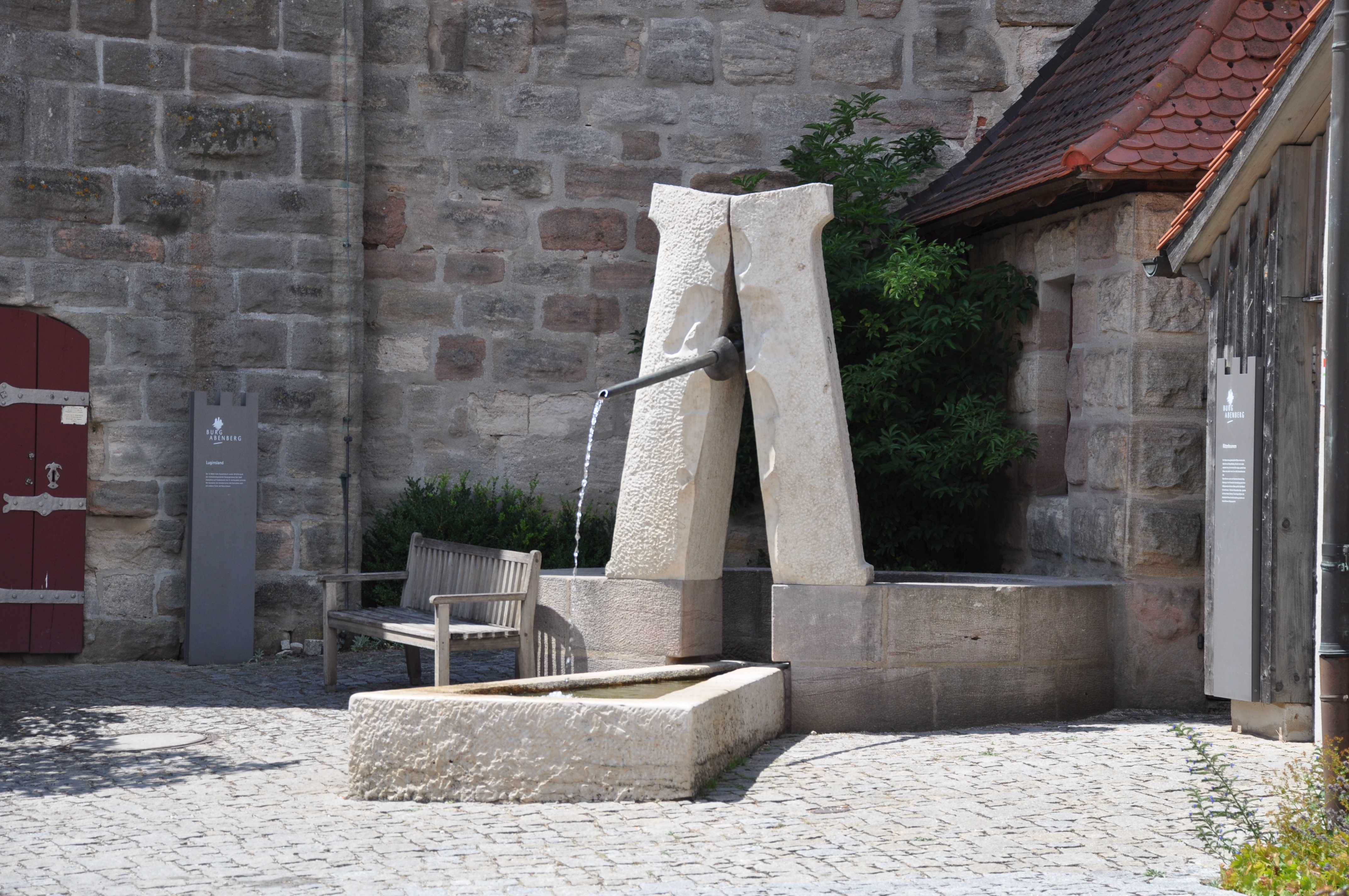
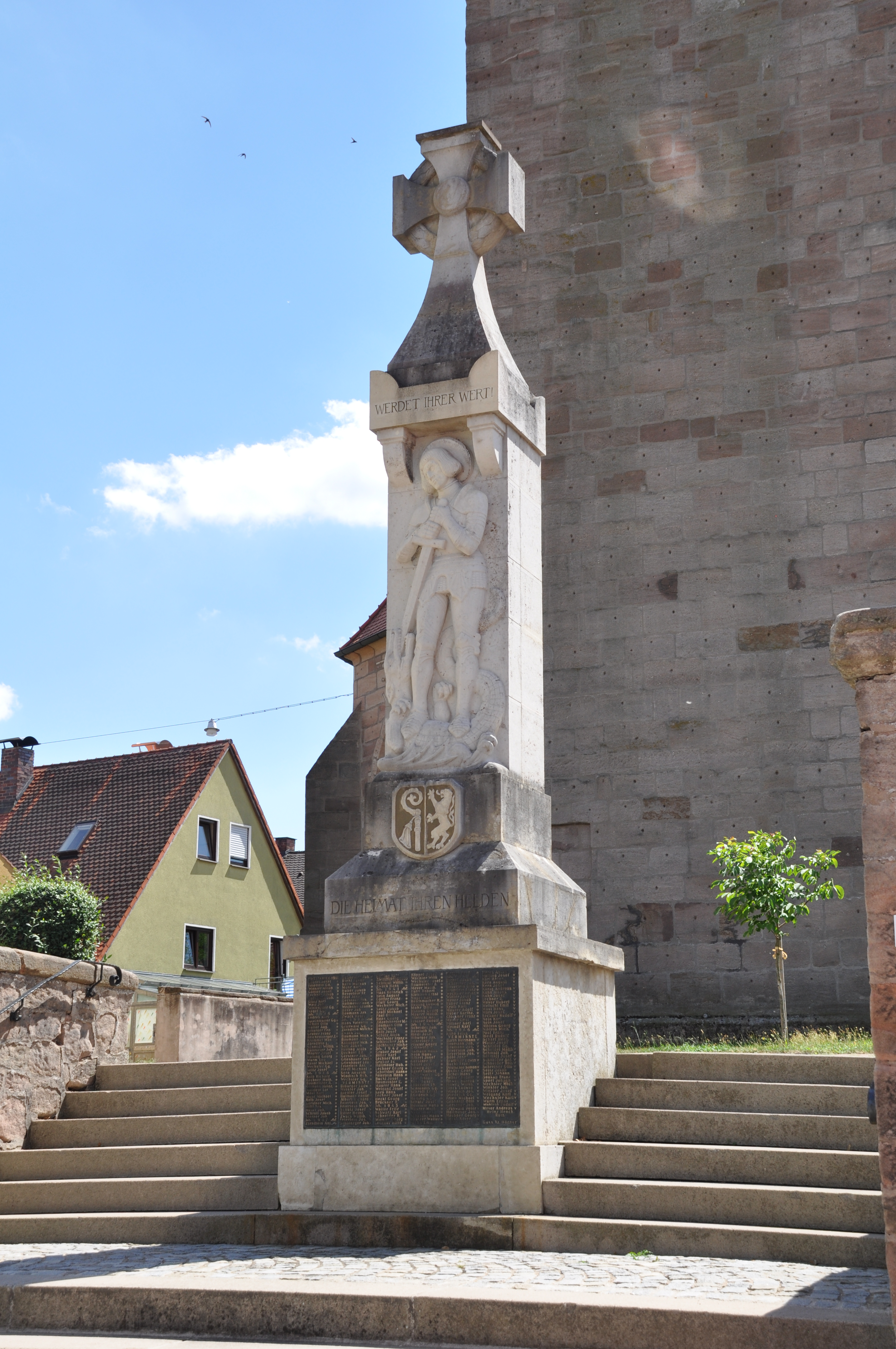
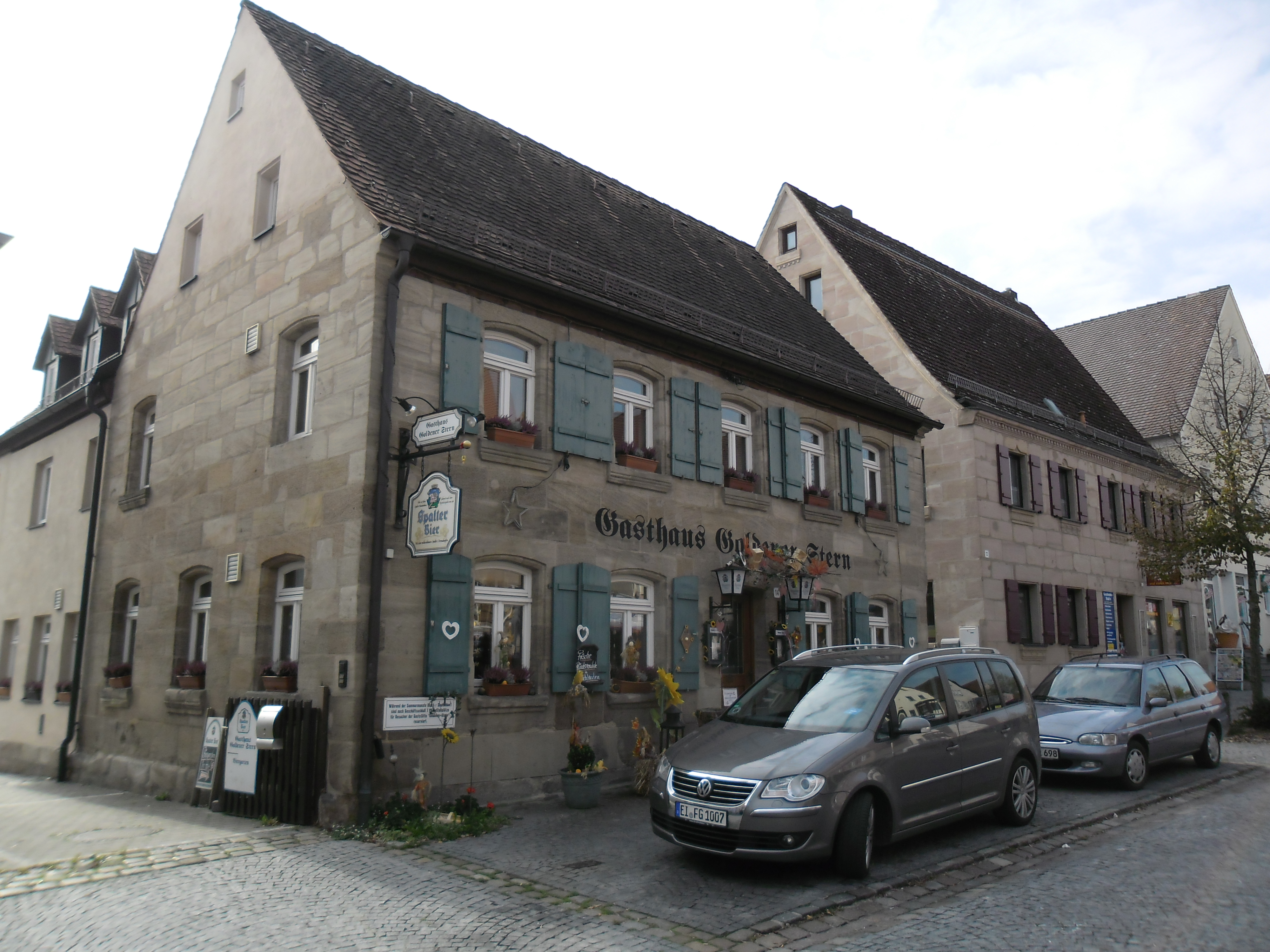
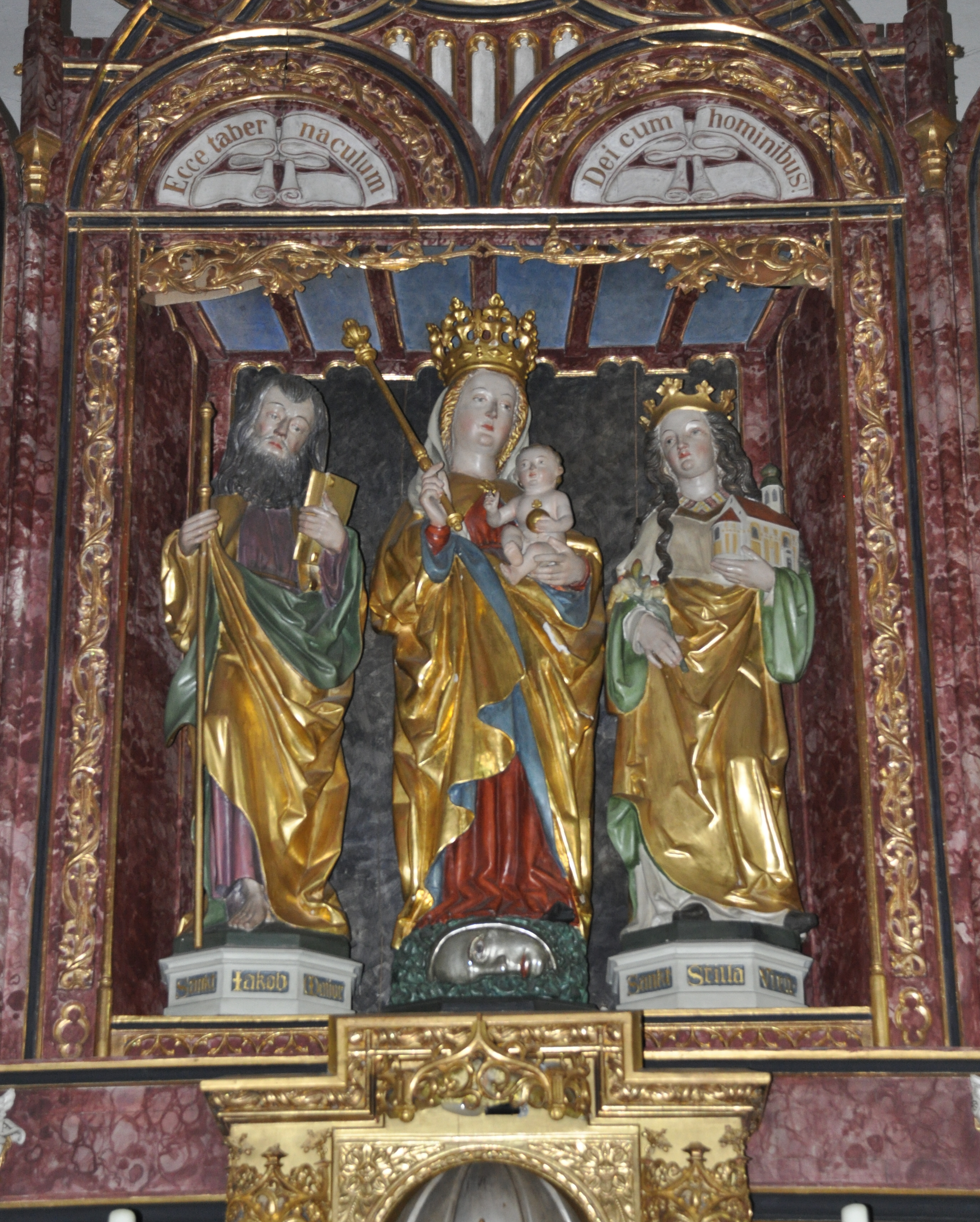
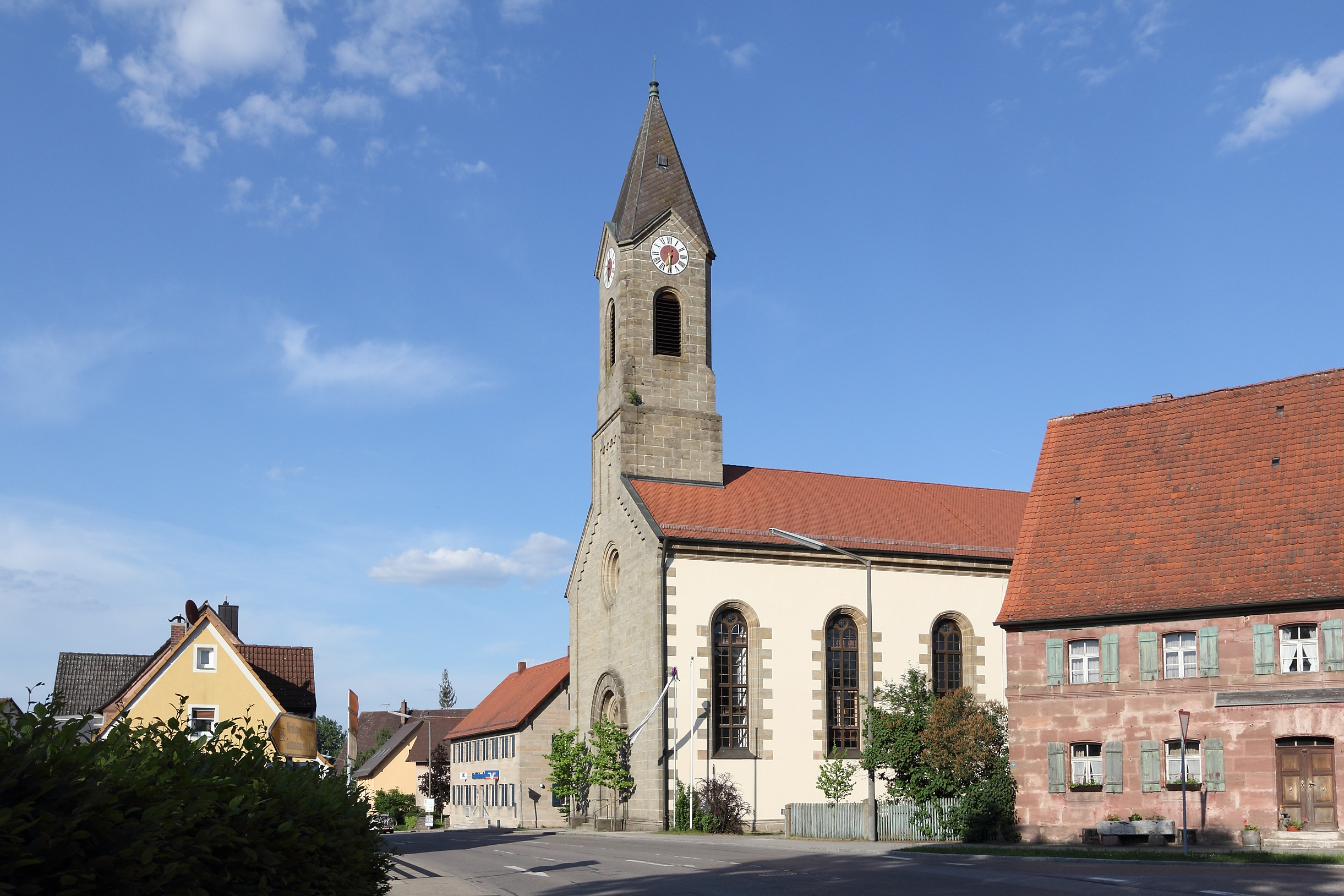
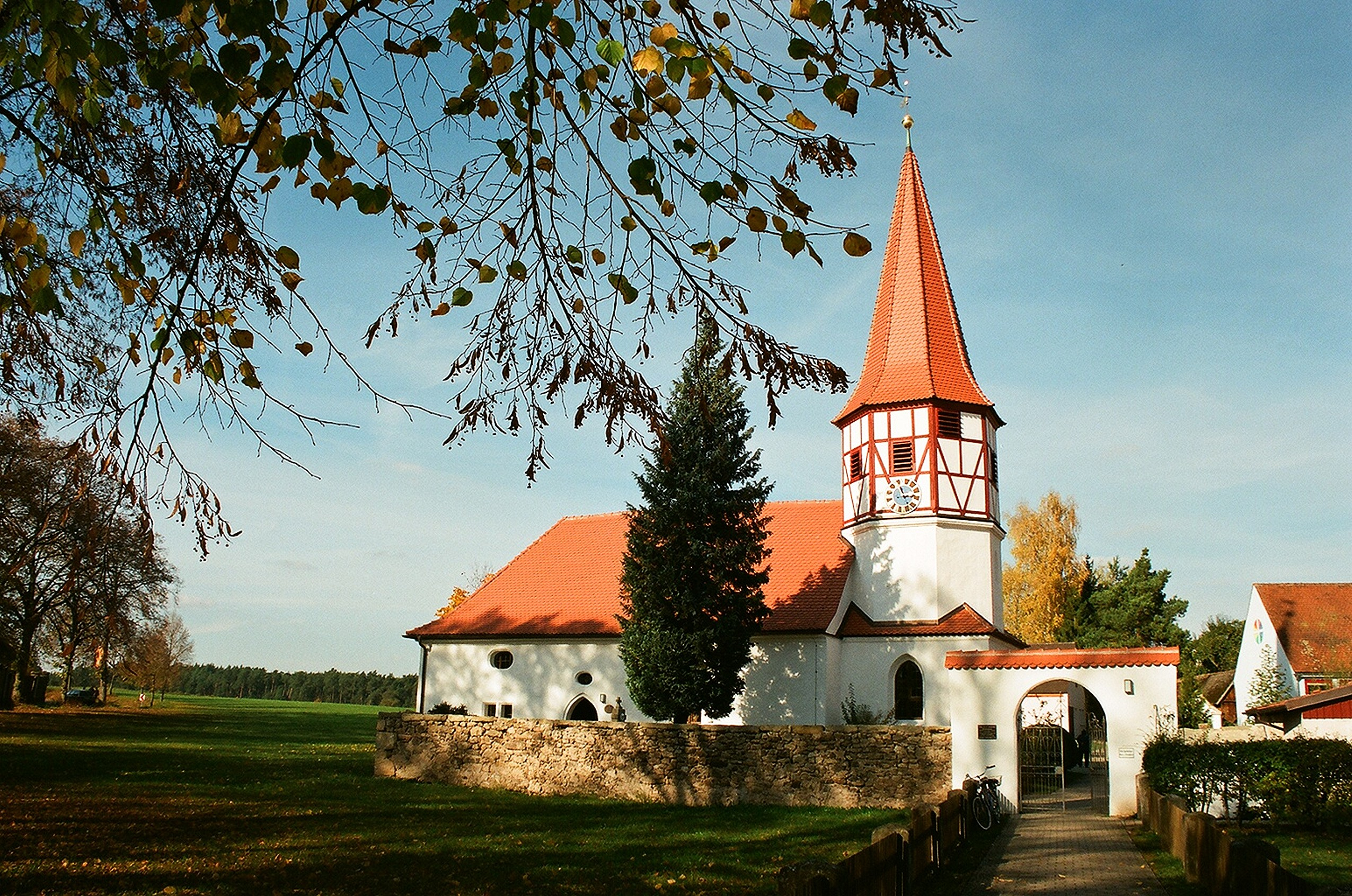
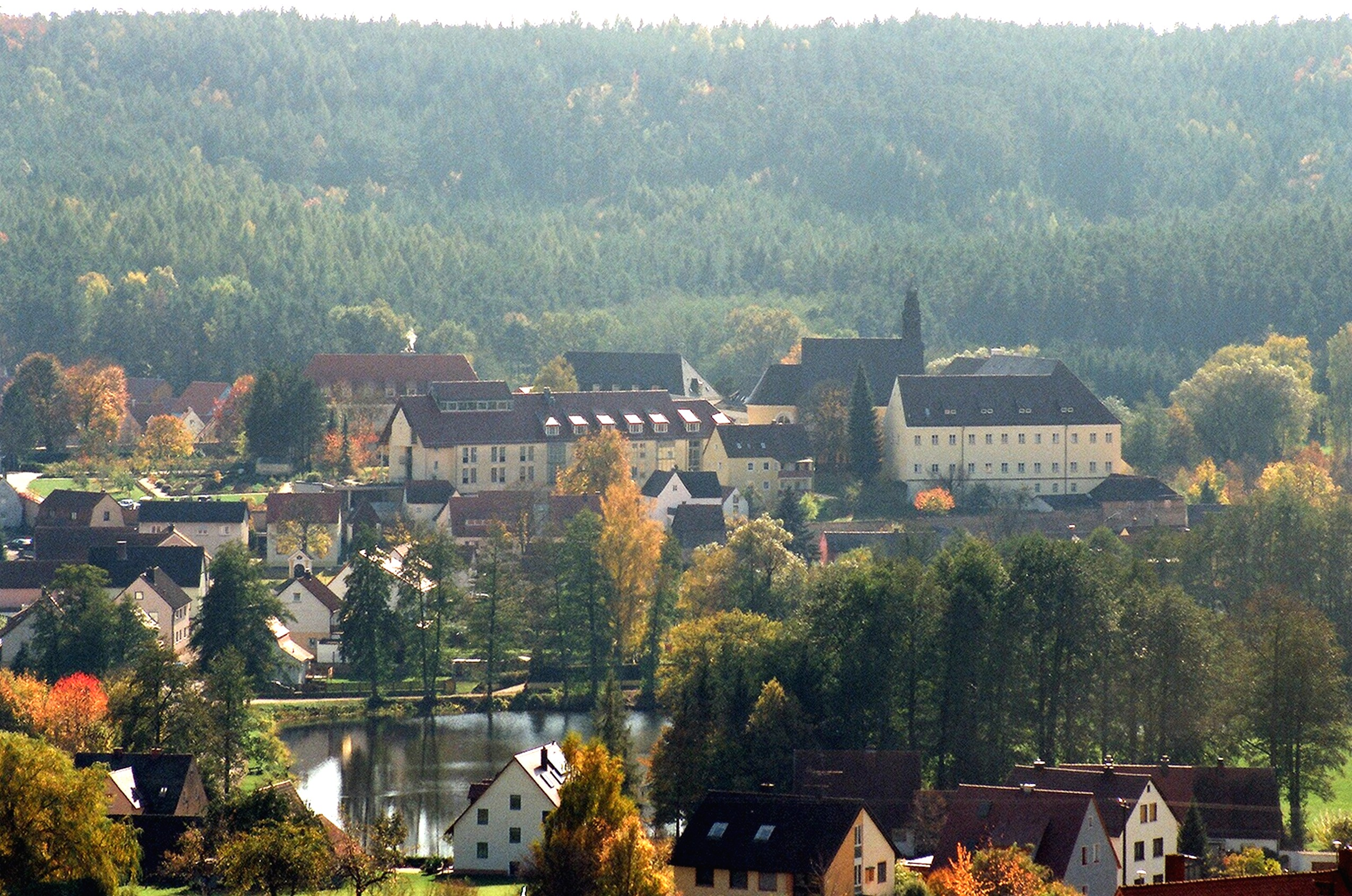

## Itt születtek, itt éltek
- Johannes Schopper
- Georg Schwarz